# Lista de períodos arqueológicos na Mesoamérica
A cronologia da Mesoamérica pré-colombiana é geralmente dividida nas seguintes eras:

## Classificação de cinco estágios
Uma das classificações mais duradouras de períodos arqueológicos e culturais foi estabelecida no livro Method and Theory in American Archaeology de Gordon Willey e Philip Phillips de 1958.  Eles dividiram o registro arqueológico nas Américas em 5 fases. São elas:
- Período lítico (Paleoamericanos)
- Período arcaico
- Período pré-clássico (formativo)
- Período clássico
- Período pós-clássico

## Tabela
| Período lítico (Paleoamericanos) (10000–3500 a.C.)    | pontas de fecha de obsidiana e pirita, assentamentos em Honduras, Guatemala, Belize, Iztapan, | pontas de fecha de obsidiana e pirita, assentamentos em Honduras, Guatemala, Belize, Iztapan, | pontas de fecha de obsidiana e pirita, assentamentos em Honduras, Guatemala, Belize, Iztapan,                                                                                 |                     |
| Período arcaico (3500–1800 a.C.)                      | Assentamentos agrícolas ex.: Tehuacán | Assentamentos agrícolas ex.: Tehuacán                                                         | Assentamentos agrícolas ex.: Tehuacán |                     |
| Período pré-clássico (formativo) (2000 a.C.–250 d.C.) | O início dos Estados. A primeira arquitetura cerimonial em grande escala, desenvolvimento das cidades. (Olmecas; cultura desconhecida em La Blanca e Ujuxte, Cultura Monte Alto)                          | Pré-clássico inicial                                                                          | Área Olmeca: San Lorenzo Tenochtitlan; Mexico Central : Chalcatzingo; Vale de Oaxaca: San José Mogote. Área maia: Nakbe, Cerros                                               | (2000–1000 a.C.)    |
| Período pré-clássico (formativo) (2000 a.C.–250 d.C.) | O início dos Estados. A primeira arquitetura cerimonial em grande escala, desenvolvimento das cidades. (Olmecas; cultura desconhecida em La Blanca e Ujuxte, Cultura Monte Alto)                          | Pré-clássico Médio                                                                            | Área Olmeca: La Venta, Tres Zapotes; Área Maia: El Mirador, Izapa, Lamanai, Xunantunich, Naj Tunich, Takalik Abaj, Kaminaljuyú, Uaxactun; Vale de Oaxaca: Monte Albán         | (1000–400 a.C.)     |
| Período pré-clássico (formativo) (2000 a.C.–250 d.C.) | O início dos Estados. A primeira arquitetura cerimonial em grande escala, desenvolvimento das cidades. (Olmecas; cultura desconhecida em La Blanca e Ujuxte, Cultura Monte Alto)                          | Pré-clássico Tardio                                                                           | Área maia: Uaxactun, Tikal, Edzná, Cival, San Bartolo, Altar de Sacrificios, Piedras Negras, Ceibal, Rio Azul; México Central: Teotihuacan; Costa do Golfo: Epi-Olmec culture | (400 a.C.–200 d.C.) |
| Período clássico (200–900 d.C.)                       | Auge das nações-estados (Centros maias clássicos, Teotihuacan, Zapotecas) | Clássico inicial                                                                              | Maya area: Calakmul, Caracol, Chunchucmil, Copán, Naranjo, Palenque, Quiriguá, Tikal, Uaxactun, Yaxha; Teotihuacan apogee; Zapotec apogee.                                    | (200–600 d.C.)      |
| Período clássico (200–900 d.C.)                       | Auge das nações-estados (Centros maias clássicos, Teotihuacan, Zapotecas) | Clássico tardio                                                                               | Área maia: Uxmal, Toniná, Cobá, Waka', Pusilhá, Xultún, Dos Pilas, Cancuen, Aguateca; Central Mexico: Xochicalco, Cacaxtla, Cholula; Gulf Coast: El Tajín e Cultura Veracruz  | (600–900 d.C.)      |
| Período clássico (200–900 d.C.)                       | Auge das nações-estados (Centros maias clássicos, Teotihuacan, Zapotecas) | Clássico final                                                                                | Área maia: Sítios Puuc – Uxmal, Labna, Sayil, Kabah | (900–1000 d.C.)     |
| Período pós-clássico (900–1519 d.C.)                  | Colapso de muitas das grandes nações e cidades da Era Clássica. Formação de novos reinos e impérios. (Asteca, Tolteca, Purépecha, Mixteca, Totonac, Pipil, Itzá, Kowoj, K'iche', Kaqchikel, Poqomam, Mam) | Pós-clássico inicial                                                                          | Tula, Mitla, Tulum, Topoxte, Chichen Itza | (900–1200 d.C.)     |
| Período pós-clássico (900–1519 d.C.)                  | Colapso de muitas das grandes nações e cidades da Era Clássica. Formação de novos reinos e impérios. (Asteca, Tolteca, Purépecha, Mixteca, Totonac, Pipil, Itzá, Kowoj, K'iche', Kaqchikel, Poqomam, Mam) | Pós-clássico tardio                                                                           | Tenochtitlan, Cempoala, Tzintzuntzan, Mayapán, Ti'ho, Utatlán, Iximche, Mixco Viejo, Zaculeu                                                                                  | (1200–1519 d.C.)    |
| Pós-conquista (até 1697 d.C.)                         | Peten Central: Tayasal, Zacpeten | Peten Central: Tayasal, Zacpeten                                                              | Peten Central: Tayasal, Zacpeten |                     |